# Stanisław Wysocki
Stanisław Wysocki (18. června 1850 Krakov – 19. března 1898 Krakov) byl rakouský šlechtic, diplomat a politik polské národnosti z Haliče, na konci 19. století poslanec Říšské rady.

## Biografie
V roce 1868 nastoupil na Orientální akademii ve Vídni. Absolvoval ji během čtyř let s vynikajícími výsledky. Během studií sloužil u 12. dobrovolnického husarského regimentu ve Vídni a byl jmenován poručíkem v záloze. V letech 1872–1875 byl elévem na konzulátu v Smyrně a Alexandrii. V období let 1875–1881 působil jako vicekonzul na různých místech, mj. v Konstantinopoli. V roce 1881 byl pověřen vedením konzulátu v Janině a od roku 1882 do podzimu 1884 byl konzulem v Bělehradě. Od roku 1881 byla jeho manželkou hraběnka Sophie Zaluska.
Byl i poslancem Říšské rady (celostátního parlamentu Předlitavska), kam usedl ve volbách roku 1885 za kurii velkostatkářskou v Haliči. Do parlamentu se vrátil ve volbách roku 1897, nyní za všeobecnou kurii 7. volební obvod: Sanok, Krosno atd. V Říšské radě setrval do své smrti roku 1898, pak místo něj usedl Jan Stapiński. Ve volebním období 1885–1891 se uvádí jako rytíř Stanislaus von Wysocki, statkář, bytem Jasienica.
Na Říšské radě je po volbách roku 1885 uváděn coby člen Polského klubu. Po volbách roku 1897 je rovněž řazen mezi polské poslance.
Zemřel v březnu 1898.